# نيناد نيكوليتش (لاعب كرة قدم)
نيناد نيكوليتش هو لاعب كرة قدم صربي في مركز الدفاع، ولد في 12 أغسطس 1984 في بلغراد في صربيا. لعب مع النجم الأحمر بلغراد وإنتر زابرشيتش وبي أيه إس كيه بيوغراد ونادي أبولون سميرني ونادي فاساس.

## وصلات خارجية
- نيناد نيكوليتش (لاعب كرة قدم) على موقع قاعدة بيانات كرة القدم.إي يو (الإنجليزية)